# Matrimonio igualitario en Panamá
En Panamá, el matrimonio igualitario no está reconocido por la legislación vigente ni por sentencia de un tribunal superior. El código de familia del país y la Ley n.º 61 de 2015 definen al matrimonio como la «unión entre un hombre y una mujer», excluyendo expresamente las uniones entre personas del mismo sexo. En febrero de 2023, la Corte Suprema de Justicia de Panamá reafirmó esta regla afirmando que las disposiciones no eran inconstitucionales.

## Historia

### Despenalización de la homosexualidad
El 31 de julio de 2008, Panamá despenalizó la homosexualidad mediante la derogación de un decreto ley que criminalizaba la «sodomía», siendo el último país de América Latina en hacerlo. Esto se llevó a cabo a través de la publicación del decreto 332 en la Gaceta Oficial de Panamá, que tumbaba la ley de 1949 que penalizaba la sodomía, nombre por el que se identificaba la homoseualidad antes del año 1973.

### Matrimonio igualitario
El código de familia de Panamá y la Ley n.º 61 de 2015 definen al matrimonio como la «unión entre un hombre y una mujer», lo cual constituye una exclusión expresa las uniones entre personas del mismo sexo. Desde el 2016, un total de cuatro parejas han llevado a objeto la constitucionalidad de estas leyes. La Corte Suprema de Panamá se ha pronunciado rechazando el matrimonio entre personas del mismo sexo en dos de esos casos.
En febrero de 2023, la Corte Suprema de Justicia de Panamá resolvió una advertencia de inconstitucionalidad presentada contra las disposiciones del Cógio de la Familia y el Código de Derecho Internacional Privado que cuestionaba la restricción de la posibilidad de contraer matrimonio a las parejas del mismo sexo. Este recurso había sido presentado por Enrique Jelenszky en 2016, instaurándose como el primer recurso de inconstitucionalidad de la parte del artículo 26 del Código de Familia que define al matrimonio como la unión «entre un hombre y una mujer». En la resolución, la corte concluyó que esas disposiciones no eran inconstitucionales, limitando la posibilidad de reocnocimiento de matrimonios del mismo sexo afirmando que estaban «objetiva y razonablemente justificadas» al «dar prevalencia a aquellas uniones con el potencial de instaurar familias». En marzo, la Comisión Interamericana de Derechos Humanos lamentó la decisión de la Corte Superma y urgió al país ar econocer el derecho al matrimonio civil entre personas del mismo sexo. En mayo de ese mismo año, tres jueces de la Sala Tercera de la Corte rechazaron la petición administrativa de una pareja de lesbianas, valiéndose del razonamiento de la sentencia de febrero. Ante las elecciones generales de Panamá de 2024, siete de ocho de los candidatos presidenciales rechazaron firmar un compromiso para garantizar ciertos derechos LGBT+, entre los cuales se hallaba el reconocimiento del matrimonio igualitario.
Asociaciones nacionales como la Fundación Iguales, la Asociación de Padres de Familia, Familiares y Amigos de la Diversidad de Panamá o la Coalición Internacional de Mujeres y Familias llevan a cabo acciones con el objetivo de que se instaure el matrimonio entre personas del mismo sexo en el país.

## Opinión pública
Según una encuesta llevada a cabo por AmericasBarometer en 2016 y publicada al año siguiente, un 22% de los participantes en Panamá se mostraron a favor del matrimonio entre personas del mismo sexo. Una encuesta posterior llevada a cabo por Borge y Asociados reflejó un cambio en la opinión pública, con un 64% de hombres y 69,7% de mujeres afirmando que el estado debe «ofrecer protección a las parejas del mismo sexo».